# Габон на летних Олимпийских играх 1988
Габон принимал участие в Летних Олимпийских играх 1988 года в Сеуле (Республика Корея) в третий раз за свою историю, но не завоевал ни одной медали. Страну представляли один боксёр и одна легкоатлетка.

## Бокс
Спортсменов — 1
| Спортсмен   | Категория | 1/32 финала          | 1/16 финала          | 1/8 финала           | 1/4 финала           | Полуфинал            | Финал                |
| Спортсмен   | Категория | Соперник и результат | Соперник и результат | Соперник и результат | Соперник и результат | Соперник и результат | Соперник и результат |
| ----------- | --------- | -------------------- | -------------------- | -------------------- | -------------------- | -------------------- | -------------------- |
| Серж Буэмба | 57 кг     | -                    | Ильхам Лахиа Поб 4:1 | Лю Донг Пор 0:5      | Не прошёл            | Не прошёл            | Не прошёл            |

## Лёгкая атлетика
Спортсменов — 1
Женщины
| Спортсмен      | Вид  | Предварительный раунд | Предварительный раунд | Четвертьфинал | Четвертьфинал | Полуфинал | Полуфинал | Финал     | Финал     |
| Спортсмен      | Вид  | Результат             | Место                 | Результат     | Место         | Результат | Место     | Результат | Место     |
| -------------- | ---- | --------------------- | --------------------- | ------------- | ------------- | --------- | --------- | --------- | --------- |
| Жизель Онголло | 100м | 11,85                 | 6                     | Не прошла     | Не прошла     | Не прошла | Не прошла | Не прошла | Не прошла |